# Álex Mazaira
Alejandro Mazaira Gómez, detto Álex (Ourense, 23 aprile 1997), è un cestista spagnolo.